# キム・ソヒョン (1973年生の女優)
キム・ソヒョン（朝: 김서형、1973年10月28日 - ）は、ドラマ『SKYキャッスル』や『Mine 』で知られる韓国の女優。韓国・江原道江陵市出身。趣味は愛犬との散歩や絵を描くこと、ギター。所属事務所は Mystic Story。

## 経歴

### 1990年代〜2000年代
1992年ミス・コリア江原で入賞。1994年に KBS 第16期公開採用タレントとしてデビューした。様々なドラマ・映画に脇役として出演したが、当初はあまり注目を集めることができなかった。
転機となったのは2004年に出演したSBS週末ドラマ『パリの恋人』。主人公の元妻役として、クールで洗練された演技で好評を博した。
2008年11月から2009年5月に放送されたSBS連続ドラマ『妻の誘惑』で悪女シン·エリ役を演じ、一気に知名度をあげる。このドラマで2009年SBS演技大賞の連続ドラマ部門女性演技賞を受賞。

### 2010年代
2010年放送のドラマ『ジャイアント』、2012年のドラマ「サラリーマン楚漢志」、2013年の映画『 ベルリンファイル』、ドラマ『奇皇后』の皇太后役などでキャリアを重ねる。
2014年には『アトリエの春、昼下がりの裸婦』で難病を抱える彫刻家の夫を献身的に支える妻役を演じ、マドリード国際映画祭の外国語映画部門・最優秀女優を受賞。
2017年は映画『悪女/AKUJO』が「第70回カンヌ国際映画祭」に招待され、監督や共演者と共にレッドカーペットを歩いた。フォトコール時のスタイリッシュなファッションに注目が集まった。
2018年、韓国で大反響を呼んだドラマ『SKYキャッスル〜上流階級の妻たち〜』で冷徹な入試コーディネーター・キム・ジュヨン先生役を演じ、ジュヨンのセリフが流行語に、そのヘアスタイルやファッションを真似する人も現れるなど社会現象となった。このドラマで2019年の第55回百想芸術大賞でテレビ番組主演女優賞にノミネートされた。

### 2020年代
2020年にドラマ『誰も知らない』で、デビュー以来初の単独主演を果たす。刑事役を演じSBS演技大賞のミニシリーズアクション部門最優秀演技賞を受賞。
2021年はNetflix で配信されたドラマ『Mine 』に主演。この年の年末には Mnet Asian Music Awards で、ベストバンドパフォーマンス賞のプレゼンターを務めた。
2022年はドラマ『今日は少し辛いかも知れない』で俳優のハン・ソッキュと夫婦役で共演した。余命宣告を受けた出版社の代表役を好演、「青龍ドラマシリーズアワード」にノミネートされた。
2023年4月に放送開始のドラマ『紙の月』にも主役で出演。4月にドラマの原作者角田光代 とソウルでトークショーを行った。『紙の月』は「第6回カンヌ国際ドラマシリーズ」に招待され、カンヌのピンクカーペットを歩いた。このドラマで、2023年年末に「APAN STAR AWARDS（アジア太平洋スターアワード）」の中編ドラマ女優優秀演技賞を受賞。
2023年夏、独立映画への出演が話題となった映画『ビニールハウス』が公開された。（韓国映画アカデミー 制作）、事件に巻き込まれていく自傷癖のある訪問介護士の役を演じ、その演技力が高く評価された。この映画で「大鐘賞」 「大韓民国文化芸能大賞」「韓国映画評論家協会賞」 「釜日映画賞」などを受賞、 「青龍映画賞」にもノミネートされた。

## 出演作品

### ドラマ
- 明日は愛（朝鮮語版）（1994年、KBS2）
- クォン家の娘たち（朝鮮語版）（1994年、KBS2）
- 青空（朝鮮語版）（1995年、KBS2） - 看護将校 キム中尉役
- 新世代レポート 大人達は知らない（朝鮮語版）（1995年、KBS1）
- 遥か遠い国（朝鮮語版）（1996年、KBS2）
- 幸せな朝（朝鮮語版）（1997年、KBS2）
- スター誕生（朝鮮語版）（1997年、KBS2）
- 疾走 (1997のテレビドラマ)（朝鮮語版）（1997年、KBS2）
- あなたが私を呼ぶ時（朝鮮語版）（1997年、KBS2）
- 母情の川（朝鮮語版）（1997年、KBS1）
- 君と私の歌（朝鮮語版）（1998年、KBS1）
- キリマンジャロの豹（朝鮮語版）（1998年、KBS2）
- 風のように 波のように（朝鮮語版）（1998年、KBS1）
- 折鶴（朝鮮語版）（1998年、KBS2）
- You（朝鮮語版）（1999年、KBS1）
- 好きなんだもん（朝鮮語版）（2000年、KBS1）
- 父のように生きるのは嫌だった（朝鮮語版）（2001年、KBS2）
- 私の恋人、誰かしら（朝鮮語版）（2002年、KBS2）
- 僕は走る-Breathless-（朝鮮語版）（2003年、MBC）- ヨジュ役
- パリの恋人（2004年、SBS）- ペク・スンギョン役
- 愛、坂道に立つ（朝鮮語版）（2004年、MBC）-ユン・ダヒ役
- 妻の日記（2004年、KBS2）-ユン・ジェギョン役
- がんばれ!クムスン（2005年、MBC）- ハ・ソンラン役
- グリーンローズ（2005年、SBS）- チャ・ユラン役
- 恋人よ（朝鮮語版）（2007年、SBS）-ハ・ジェイン役
- 妻の誘惑（2008年、SBS）- シン・エリ役
- ジャイアント（2010年、SBS）- ユ・ギョンオク役
- サラリーマン楚漢志（朝鮮語版）（2012年、SBS）-モ・ガビ役
- 棚ぼたのあなた（朝鮮語版）（2012年、KBS2）-チョン・ジェヨンの姉役：特別出演
- お母さんが何だって（朝鮮語版）（2012年、MBC）-パク・ソヒョン役
- 放課後サプライズ～ハチャメチャ大作戦（朝鮮語版）（2013年、ウェブドラマ）-給食室のおばさん役
- 奇皇后 〜ふたつの愛 涙の誓い〜（2013年、MBC）- 皇太后役
- 弁護士の資格（2014年、MBC）- イ・ソニ：特別出演
- ラスト・チャンス!〜愛と勝利のアッセンブリー〜（朝鮮語版）（2015年、KBS2）-ホン・チャンミ役
- グッドワイフ〜彼女の決断〜（2016年、tvN）- ソ・ミョンヒ役
- ウラチャチャ My Love（朝鮮語版）（2018年、JTBC）-キム・ヒジャ役：特別出演
- 偉大な誘惑者（2018年、MBC）- ミョン・ミリ役
- ここに来て抱きしめて（朝鮮語版）（2018年、MBC）-パク・ヒヨン役
- SKYキャッスル〜上流階級の妻たち〜（2018年、JTBC）- キム・ジュヨン役
- 誰も知らない（朝鮮語版）（2020年、SBS）-チャ・ヨンジン役
- Mine（2021年、tvN）- チョン・ソヒョン役
- 今日は少し辛いかもしれない（朝鮮語版）（2022年、WATCHA）-チョン・ダジョン役
- 紙の月（2023年、ENA）-ユ・イファ役

### 映画
- REC【レック】（朝鮮語版）（2000年）-養護教諭
- ベサメムーチョ（朝鮮語版）（2001年）-バレエ教師役
- オーバー・ザ・レインボー（朝鮮語版）（2002年）-キョンヒ役
- 恋する婚活プランナー（朝鮮語版）（2002年）-イ・ガンヒョン役
- 欲望～Lovers～（朝鮮語版）（2003年）-チョ・シンア役
- VOICE ヴォイス（朝鮮語版）（2005年）-音楽教師•ヒヨン役
- 4番目の階（朝鮮語版）（2006年）-チェ・ミニョン役
- 相棒 シティ・オブ・バイオレンス（朝鮮語版）（2006年）-チャン・ミラン役：特別出演
- 黒い家（朝鮮語版）（2007年）-チャン・ミナ役
- 裸足の夢（朝鮮語版）（2010年）-ユ・ボヒョン記者役
- ダブル・キラー（朝鮮語版）（2010年）-ペク・クァジャン役：特別出演
- 人類滅亡計画書（朝鮮語版）（2012年）-ミン本部長役
- 結婚式（朝鮮語版）（2012年）-女性役
- ベルリンファイル（2013年）- 北朝鮮大使館秘書役
- Short! Short! Short! 2013（朝鮮語版）（2013年）-ミジョン役
- アトリエの春、昼下がりの裸婦（朝鮮語版）（2014年）-ジョンスク役
- 悪女/AKUJO（2017年）- クォン部長役
- SP 国家情報局:Mr.ZOO（朝鮮語版）（2019年）-ミン・スヒ役
- 女子高の怪談 6番目の話:母校（朝鮮語版）（2021年）-ウンヒ役
- ビニールハウス（朝鮮語版）（2023年）-ムンジョン役
- ドッグデイズ（朝鮮語版）（2024年）-獣医師・動物病院の院長 ジニョン役

## エピソード
- 愛犬のヨークシャテリア（名前は꼬맹이・kkomenge）と暮らしている。愛犬をモチーフにした絵を描き、時折Instagramにアップしている。[3]
- クールな見た目だが気さくな人柄で、お茶目で愛らしい一面も持っている。[24]ファンにとても優しく接し、トークショーや試写会では会場に来たファン一人一人にサインを行ったこともある。2023年の誕生日には、ファンが主催した「センイルカフェ（お誕生日カフェ）」に愛犬と訪れ、ファンとの交流を深めた。2024年もファンが主催したデビュー30周年と誕生日をお祝いするパーティーを訪れ交流を重ねた。[25]
- お気に入りのアーティストはJannabi（朝鮮語版）。よく聴く音楽にも彼らの曲をあげている。2023年には、Jannabi（朝鮮語版）のチェ・ジョンフンがMCを務める番組で共演も果たした。[26]ギターの弾き語りも得意。[27]
- 一番好きな映画は日本映画の『Love Letter』。（2020年出演の『イ・ドンウクはトークがしたくて』より）[28] 日本語を習っていたこともある。
- スタイル維持の秘訣はピラティス。[29](2019年放送『知ってるお兄さん』でも実演した）
- 好きな言葉は『늘 그랬듯이 （いつものように）』、2023年10月5日にあった釜日映画賞でそう語っている。『私がとても好きな言葉があります。いつものように、私は淡々とまた（作品を）訪ねていきます』。

### 演技について
- 作品選びに関する質問には、基本的には『企画した方々が私を選んでくださる』という考え方だとし、『個人的に私は自分自身が難しいと思う役を演じていると思う。いつも“これできるかな？”という出発点から始まります』と答えている。[30]
- 作品ごとに主人公のキャラクターの雰囲気・立ち振る舞いに合わせた衣装設定を緻密に行うことで有名。『SKYキャッスル』の際は、台本1冊が出たら4時間ずつ試着、各シーンの感情によって素材や材質、ディテールを異なるように分類したという。『私は衣装に積極的に意見を出し力を入れる俳優です。 シーンに適した衣装を着ることは感情演技にとても重要な部分なんです』と衣装の重要性について語っている。[31] [32]
- グラビア撮影に関しても『撮影をすることで私の中でビジュアルのデータがたくさん溜まっていく。人物の見た目を気にすることで終わるのではなく、呼吸までどうやって入れるのか悩む』と演技と同じようにアプローチをしていると語っている。[30]
- 演技のインスピレーションは、たくさん歩いてたくさん観察することから受けることが多い。『家の近くにある古い在来市場を一人でふらふら歩くのが好きなんです。市場でたい焼きを売っている方、お店を行き来する人たちを隅々まで見ます』。[33]
- ストイックに役作り、演技を行うため『毎作品、体から甘い水、しょっぱい水まで抜けて、作品を終えては結局横になってしまう』と語り、[34]作品を一つ終えたら、疲れ果てて次の作品にすぐ入れないという。『でも、そうやってやり遂げた結果がいいので、そうしないわけにはいかないんです。疲れて簡単じゃないけれど、また気を引き締めて行くんです』。[35]
- 雑誌やテレビのインタビューなどで度々『雪が好き』と答えている。雪に対する気持ちが作品に対する気持ちと同じだからだという。『誰かが踏んでいないきれいな雪なら、私が踏んでみたい気持ち。もし誰かが踏んでいたら、その足跡に私の足を入れてみながら、この人は誰だろうかと想像してみて感じる楽しみ。そんな気持ちが似ている』。[35]
- 演技について2024年2月のインタビューでは『若い頃の経験が間違いなくプラスになっています。かと言って、過去の経験にずっとこだわっているわけではないけれど、その経験を役を通じて人々に伝えていくことができると思っています。それには演じる人物の経験を客観視するのではなく、「私の経験」として一人称で受け入れること。それが私の演技の信条です』、『若い頃からずっとある自分の痛みと同様に、役のそれを受け止め、細やかに感じ取り、探りながら出発していけるかどうか。それが作品選びの動機になっています』と語っている。[36]